# White Court
White Court – osada w Anglii, w hrabstwie Essex, w dystrykcie Braintree. Leży 15 km na północ od miasta Chelmsford i 60 km na północny wschód od Londynu.